# Ancesthor
Ancesthor ist eine mexikanische Thrash-Metal-Band aus Mexiko-Stadt, die im Jahr 2009 gegründet wurde.

## Geschichte
Die Band wurde im Jahr 2009 von dem Schlagzeuger Jhonatan Robles und dem Gitarristen und Sänger José Luis Juárez Soto gegründet. Zusammen begannen sie mit Liedern von Bands wie Death, Sodom und Destruction. Einen Monat später kam der Bassist Carlos Guerrero zur Besetzung. Es folgten einige lokale Auftritte, bis im Februar 2010 der Gitarrist Luis Fernando Resendiz Isita zur Band kam und die Besetzung vervollständigte. Drei Monate später begannen Ancesthor mit dem Schreiben der ersten eigenen Lieder. Daraus entstand im Winter 2010 das Demo Annihilitation of Mankind, das im Februar 2011 an Blower Records geschickt wurde, was zu einem Vertrag mit diesen Label führte. Ihr Debütalbum The Human Nature, das von Produzent Antonio Sanchez aufgenommen wurde, erschien bei Metal Ways Records, einem Sub-Label von Blower Records.

## Stil
Die Band spielt aggressiven und meist schnell gespielten Thrash Metal, wobei aber auch in den Liedern vereinzelt langsame Passagen zu finden sind.

## Diskografie
- 2010: Annihilitation of Mankind (Demo, Eigenveröffentlichung)
- 2011: The Human Nature (Album, Metal Ways Records)
- 2013: Beneath the Mask (Album, Metal Ways Records)
- 2017: Oneiric (Album, Eigenveröffentlichung)
- 2022: White Terror (Album, Concreto Records)